# Escuela Canadiense de Traducción Feminista
La Escuela Canadiense de Traducción Feminista es una escuela de pensamiento que se originó a partir de los trabajos de varias autoras y traductoras Canadienses. La Escuela pone énfasis en el rol de los traductores Canadientes al acuñar el término de "traducción feminista". Esta práctica prioriza la importancia de las traductoras en la historia del feminismo y aboga por los derechos de las mujeres por la obtención de Teoría feminista, escritos y material teórico accesible en la lengua nativa de cada una. La naturaleza bilingüe de Canadá jugó un rol importante en el desarrollo de la traducción feminista, en gran medida por el Binarismo de género intrínseco del Francés canadiense.

## Historia
La Escuela Canadiense de Traducción Feminista fue concebida a finales de la década de los 70' y principios de la década de los 80' en Quebec. Alrededor de esta época fue que los escritos feministas en lengua francesa adquirieron gran popularidad en la ciudad, esto llevó al surgimiento de una necesidad de traducciones del Francés al Inglés. Se encargaron de la tarea traductoras como Barbara Godard, Sherry Simon y la especialista en traducción Dra. Luise von Flotow  para interpretarar las obras francesas al inglés. Dado que el francés está fuertemente determinado por el género, las autoras involucradas se enfocaron en descentrar la redacción patriarcal de los textos franceses en sus traducciones al inglés.   

## Aportes teóricos
Uno de los conceptos clave de la disciplina de la Traducción son las llamadas "técnicas de traducción". Entre estas están la traducción literal, préstamo, reformulación, adaptación, modulación, etc. Frente a estas técnicas, la traductora Luise Von Flotow propuso en su obra Feminist Translation: Context, Practices and Theory tres técnicas principales: la suplementación, el uso de prefacios y notas al pie (metatextualidad o aparato crítico) y el secuestro o hijacking.

## Influencia en la traducción hispanoparlante
Se ha apuntado que traductoras como María Milagros Rivera Garretas han recibido influencia de la traducción feminista de la Escuela Canadiense. En su caso concreto, existe una diferencia sustancial entre la traducción de Una habitación propia del año 36' por parte de Jorge Luis Borges y la suya publicada el año 2013. En esta última, se ha señalado que las técnicas de suplementación, secuestro y metatextualidad han sido aplicadas con el fin de actualizar la traducción a los estándares de desmasculinización de la  literatura feminista.